# Kashima Antlers
Die Kashima Antlers (jap. 鹿島アントラーズ, Kashima antorāzu, von engl. antlers: Geweih) sind ein japanischer Profi-Fußballverein aus der Stadt Kashima (Präfektur Ibaraki). Die Antlers, die passend zu ihrem Namen einen Hirsch als Maskottchen führen, sind mit acht Titeln der Rekordmeister der seit 1993 aktiven Profiliga J. League. Im Jahr 2007 gelang sogar das Double aus Meisterschaft und Kaiserpokal.

## Vereinsgeschichte

### 1991–1993: Gründung und Einführung des Profifußballs
Der Klub, der von der dazugehörigen Aktiengesellschaft K.K. Kashima Antlers F.C. (株式会社鹿島アントラーズ・エフ・シー, kabushiki-gaisha Kashima Antorāzu efu shī; engl. Kashima Antlers F.C, Ltd.) betrieben wird, gehört zu knapp zehn Prozent den fünf Heimatstädten des Klubs – neben Kashima sind das Kamisu, Itako, Hokota und Namegata–, zu über 90 Prozent 39 örtlichen Unternehmen. Er ging im Februar 1991 aus dem (bis 1975 in Osaka ansässigen) Sumitomo Kinzoku Kōgyō Shukyū-dan (engl. Sumitomo Metal Industries' football club), einer Werksmannschaft des Bergbauunternehmens Sumitomo Kinzoku Kōgyō, hervor. Erster Star des neu gegründeten Teams war der Brasilianer Zico, der im Mai 1991 verpflichtet wurde. Erst im Juli des gleichen Jahres wurde nach einem Fanentscheid der Name „Kashima Antlers“ angenommen. Zur offiziellen Gründung kam es dann im Oktober 1991. Im Folgejahr traten weitere Änderungen in Kraft, die den Verein in Richtung Profifußball führten. Ein Vereinslogo, ein Maskottchen und die Klubhymne wurden vorgestellt. Zum Jahresbeginn 1993 wurde das neue Vereinsheim, die Trainingsplätze und das Stadion eingeweiht. Im Mai 1993 kam es zum ersten Spiel im neuen Kashima Soccer Stadium. Im Freundschaftsspiel begegneten die Antlers dem brasilianischen Verein Fluminense Rio de Janeiro.
Im Zuge der Entscheidung, in Japan eine Profi-Fußballliga zu etablieren und mehrere Vereine in kleineren Städten anzusiedeln, wurde auch die Sumitomo-Mannschaft in ein neues Joint-Venture eingebracht, an der sich neben dem Stahlkonzern vor allem die Stadt Kashima und die umliegenden Kommunen beteiligten. Die neue Mannschaft, die den Namen Antlers tragen sollte, gewann auf Anhieb die Hinrunde der ersten J.-League-Saison 1993, was sie zur Teilnahme am Meisterschaftsfinale berechtigte. Obwohl dieses gegen Verdy Kawasaki verloren ging, war dies doch ein enormer Achtungserfolg einer Mannschaft, deren Vorgänger noch nie einen nationalen Titel gewonnen hatte oder auch nur in ein Pokalfinale eingezogen war. Ihr erstes Pokalendspiel verloren die Antlers nur wenige Wochen nach der Niederlage im Meisterschaftsfinale mit 2:6 gegen die Yokohama Marinos.

### 1994–2000: Etablierung zur erfolgreichsten Mannschaft Japans
Der erste große Erfolg ließ noch einige Jahre auf sich warten. Mit der Verpflichtung des brasilianischen Trainers João Carlos startete der Verein in erfolgreiche Jahre. In der Saison 1996 ging der Meistertitel erstmals nach Kashima. Dabei setzte man sich knapp gegen Nagoya Grampus Eight und Yokohama Flügels durch. Im darauf folgenden Jahr gewannen sie sowohl den Kaiserpokal und den Yamazaki Nabisco Cup. Das erfolgreichste Jahr der Vereinsgeschichte war das Jahr 2000, als das Triple aller nationalen Wettbewerbe gewonnen werden konnte (dieses Kunststück konnte in Japan bisher keine Mannschaft wiederholen). Meistermacher dieser Zeit war der Brasilianer Toninho Cerezo. 2002/03 war der Klub erstmals berechtigt, an der neu geschaffenen AFC Champions League teilzunehmen. Ohne Sieg schied man frühzeitig in der Gruppenphase aus. 2003 folgte der erste internationale Triumph: der Gewinn der ersten Ausgabe des A3 Champions Cup, der zwischen Japan, China und Südkorea ausgetragen wird. In drei von drei Begegnungen siegten die Antlers zwei Mal und spielten nur gegen den südkoreanischen Vertreter Seongnam Ilhwa Chunma unentschieden. Schon vor und nach diesem Erfolg wurde es national dann ein wenig ruhiger um den Verein.
2004 und 2006 kam der Klub dann sogar nur auf Rang sechs im Ligawettbewerb. Der letzte Erfolg konnte 2002 mit dem Sieg des Super Cups gefeiert werden.
Zur Spielzeit 2006 wurde Erfolgscoach Toninho Cerezo von seinem Landsmann Paulo Autuori ersetzt. Doch auch dieser brachte nicht die erwünschten Erfolge. Erst mit Oswaldo de Oliveira holte man sich den Erfolg wieder in den Verein. Zwischen 2007 und 2009 gewann die Mannschaft drei Mal in Folge die nationale Meisterschaft.
Im September 2008 kam der Klub weltweit in die Presse, nachdem dieser einem Fan ein lebenslanges Stadionverbot erteilte. Beim Spiel gegen Kashiwa Reysol schlug ein Zuschauer den Eckball ausführenden Alex, Spieler von Reysol, mit einer Fahne nieder. Das Spiel endete 1:1.
2010 setzte sich die Mannschaft souverän in der Gruppenphase der AFC Champions League 2010 durch. Als einziges Team im Wettbewerb gewann der Klub alle Begegnungen und gab sich damit keine Blöße. Doch bereits in der ersten Runde der K.-o.-Phase schied Oliveiras Team nach 0:1 gegen die südkoreanische Mannschaft Pohang Steelers aus. Schon im Vorjahr scheiterte man in der gleichen Runde am FC Seoul. Bei der AFC Champions League 2008 feierte das Team seinen bisher höchsten Erfolg in diesem Turnier. Am 12. März 2008, beim Auswärtsspiel gegen den FC Krung Thai Bank aus Thailand siegten die Antlers mit 9:1. Dreifacher Torschütze war der Brasilianer Marquinhos. Das Rückspiel im heimischen Kashima Soccer Stadium entschieden die Akteure ebenfalls nach 8:1 für sich. Da sich damals noch weniger Mannschaften für die K.-o.-Phase qualifizierten, waren die Antlers im Viertelfinale, wo man aber auch scheiterte (1:1 und 0:1 gegen Adelaide United).
Den ersten Titel der Saison 2010 gewinnen die Antlers im Februar. Im Endspiel um den Xerox Super Cup setzte sich der Klub nach einem 1:1 mit 5:3 im Elfmeterschießen gegen Gamba Osaka durch. Bald darauf, zur europäischen Sommertransferperiode, wechselte Leistungsträger Atsuto Uchida nach Deutschland, zum FC Schalke 04.
Am 29. Oktober 2011 gewannen die Kashima Antlers im Finale des J.League Cups gegen die Urawa Reds mit 1:0 n. V. zum vierten Mal diesen Titel.

## Erfolge

### National
- Japanischer Meister (8)

1996, 1998, 2000, 2001, 2007, 2008, 2009, 2016
- Kaiserpokal (5)

1997, 2000, 2007, 2010, 2016
- J. League Cup (6)

1997, 2000, 2002, 2011, 2012, 2015
- Japanischer Supercup (6)

1997, 1998, 1999, 2009, 2010, 2017

### Kontinental
- AFC Champions League (1)
  - 2018

- Copa Suruga Bank (2)
  - 2012, 2013

- A3 Champions Cup (1)
  - 2003

## Stadion

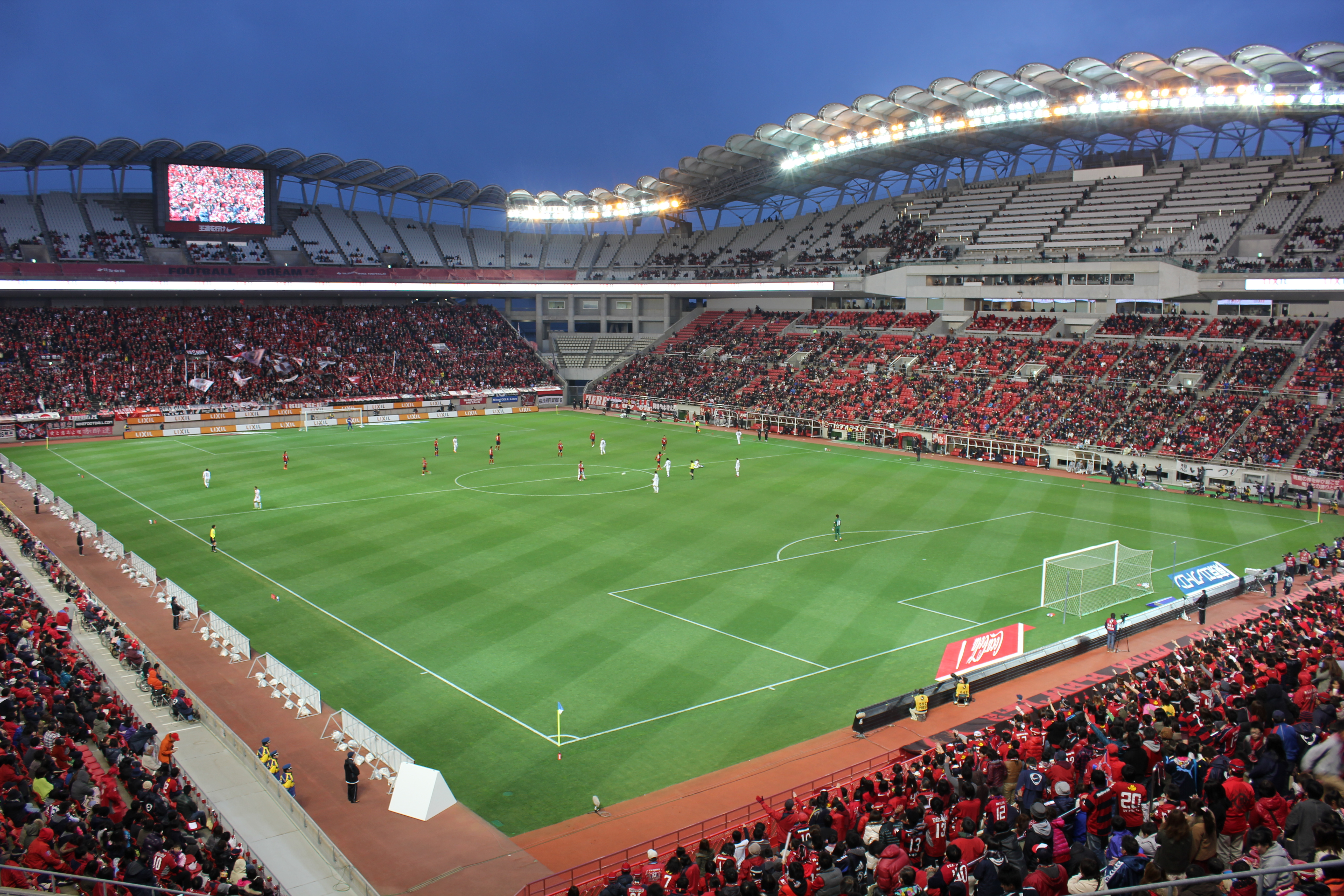
Kashima Soccer Stadium

Der Verein trägt seine Heimspiele im Kashima Soccer Stadium in Kashima in der Präfektur Ibaraki aus. Das Stadion hat ein Fassungsvermögen von 42.300 Zuschauern. Eigentümerin der Sportstätte ist die Präfektur Ibaraki.
Koordinaten: 35° 59′ 31″ N, 140° 38′ 25″ O

## Aktueller Kader
Stand: März 2025
| Nr. |           | Position | Name            |
| --- | --------- | -------- | --------------- |
| 1   | Japan     | TW       | Tomoki Hayakawa |
| 2   | Japan     | AB       | Kōki Anzai      |
| 3   | Korea Sud | AB       | Kim Tae-hyeon   |
| 5   | Japan     | AB       | Ikuma Sekigawa  |
| 6   | Japan     | MF       | Kento Misao     |
| 9   | Brasilien | ST       | Léo Ceará       |
| 10  | Japan     | MF       | Gaku Shibasaki  |
| 11  | Japan     | ST       | Kyōsuke Tagawa  |
| 13  | Japan     | MF       | Kei Chinen      |
| 14  | Japan     | MF       | Yūta Higuchi    |
| 17  | Brasilien | MF       | Talles Brener   |
| 19  | Japan     | ST       | Shu Morooka     |
| 20  | Japan     | MF       | Yū Funabashi    |
| 21  | Japan     | TW       | Taiki Yamada    |
| 22  | Japan     | AB       | Kimito Nono     |
| 23  | Japan     | AB       | Keisuke Tsukui  |

| Nr. |           | Position | Name              |
| --- | --------- | -------- | ----------------- |
| 25  | Japan     | AB       | Ryūta Koike       |
| 27  | Japan     | MF       | Yuta Matsumura    |
| 28  | Japan     | AB       | Shuhei Mizoguchi  |
| 29  | Japan     | TW       | Yūji Kajikawa     |
| 32  | Japan     | AB       | Haruto Matsumoto  |
| 33  | Japan     | MF       | Yoshihiro Shimoda |
| 34  | Japan     | ST       | Homare Tokuda     |
| 36  | Japan     | AB       | Mihiro Sato       |
| 38  | Korea Sud | TW       | Park Eui-jeong    |
| 40  | Japan     | ST       | Yuma Suzuki       |
| 44  | Japan     | AB       | Yugo Okawa        |
| 45  | Japan     | ST       | Minato Yoshida    |
| 55  | Japan     | AB       | Naomichi Ueda     |
| 71  | Japan     | MF       | Ryōtarō Araki     |
| 77  | Slowakei  | ST       | Aleksandar Čavrić |

## Trainerchronik
| Name des Trainers   | von             | bis               | Bemerkung |
| ------------------- | --------------- | ----------------- | --- |
| Masakatsu Miyamoto  | 1. Juli 1992    | 30. Juni 1996     | |
| Edu                 | 1. Juli 1994    | 31. Januar 1996   | |
| João Carlos         | 1. Februar 1996 | 6. Mai 1998       | • 1996: Japanischer Meister • 1997: Kaiserpokal • 1997: Yamazaki Nabisco Cup • 1997: Japanischer Super Cup • 1998: Japanischer Super Cup                                                         |
| Takashi Sekizuka    | 7. Mai 1998     | 14. August 1998   | • Interimstrainer |
| Zé Mario            | 15. August 1998 | 19. August 1999   | • 1998: Japanischer Meister • 1999: Japanischer Super Cup |
| Takashi Sekizuka    | 19. August 1999 | 25. August 1999   | • Interimstrainer |
| Zico                | 20. August 1999 | 31. Januar 2000   | |
| Toninho Cerezo      | 1. Februar 2000 | 31. Januar 2006   | • 2000: Japanischer Meister • 2000: Yamazaki Nabisco Cup • 2000: Kaiserpokal • 2001: Japanischer Meister • 2001: Yamazaki Nabisco Cup • 2003: A3 Champions Cup                                   |
| Paulo Autuori       | 1. Februar 2006 | 31. Januar 2007   | |
| Oswaldo de Oliveira | 1. Februar 2007 | 31. Dezember 2011 | • 2007: Japanischer Meister • 2007: Kaiserpokal • 2008: Japanischer Meister • 2009: Japanischer Meister • 2009: Japanischer Super Cup • 2010: Japanischer Super Cup • 2011: Yamazaki Nabisco Cup |
| Jorginho            | 1. Februar 2012 | 31. Januar 2013   | • 2012: Suruga Bank Cup • 2012: Yamazaki Nabisco Cup |
| Toninho Cerezo      | 1. Februar 2013 | 21. Juli 2015     | • 2013: Suruga Bank Cup |
| Masatada Ishii      | 21. Juli 2015   | 31. Mai 2017      | |
| Gō Ōiwa             | 1. Juni 2017    | 1. Januar 2020    | |
| Antônio Carlos Zago | 2. Januar 2020  | 14. April 2021    | |
| Naoki Sōma          | 14. April 2021  | 31. Januar 2022   | |
| René Weiler         | 1. Februar 2022 | 7. August 2022    | |
| Daiki Iwamasa       | 1. Februar 2022 | 17. März 2022     | |
| Daiki Iwamasa       | 8. August 2022  | 31. Januar 2024   | |
| Ranko Popovic       | 1. Februar 2024 |                   | |

## Saisonplatzierung
| Saison | Liga | Teams | Platz | Zuschauer | Kaiserpokal   | J. League Cup      | Supercup | AFC CL        | FIFA Club WM |
| ------ | ---- | ----- | ----- | --------- | ------------- | ------------------ | -------- | ------------- | ------------ |
| 1992   |      |       |       |           | Viertelfinale | Halbfinale         | -        | -             | -            |
| 1993   | J1   | 10    | 2.    | 14.016    | 2. Platz      | Gruppenphase       | -        | -             | -            |
| 1994   | J1   | 12    | 3.    | 16.812    | 1. Runde      | 1. Runde           | -        | -             | -            |
| 1995   | J1   | 14    | 7.    | 19.141    | Halbfinale    | -                  | -        | -             | -            |
| 1996   | J1   | 16    | 1.    | 15.386    | Viertelfinale | Gruppenphase       | -        | -             | -            |
| 1997   | J1   | 17    | 2.    | 16.985    | Sieger        | Sieger             | Sieger   | -             | -            |
| 1998   | J1   | 18    | 1.    | 15.345    | Halbfinale    | Halbfinale         | Sieger   | -             | -            |
| 1999   | J1   | 16    | 9.    | 17.049    | 4. Runde      | 2. Platz           | Sieger   | -             | -            |
| 2000   | J1   | 16    | 1.    | 17.507    | Sieger        | Sieger             | -        | -             | -            |
| 2001   | J1   | 16    | 1.    | 22.425    | Viertelfinale | Halbfinale         | 2. Platz | -             | -            |
| 2002   | J1   | 16    | 4.    | 21.590    | 2. Platz      | Sieger             | 2. Platz | -             | -            |
| 2003   | J1   | 16    | 5.    | 21.204    | Halbfinale    | 2. Platz           | -        | Gruppenphase  | -            |
| 2004   | J1   | 16    | 6.    | 17.585    | Viertelfinale | Viertelfinale      | -        | -             | -            |
| 2005   | J1   | 18    | 3.    | 18.641    | Viertelfinale | Gruppenphase       | -        | -             | -            |
| 2006   | J1   | 18    | 6.    | 15.433    | Halbfinale    | 2. Platz           | -        | -             | -            |
| 2007   | J1   | 18    | 1.    | 16.239    | Sieger        | Halbfinale         | -        | -             | -            |
| 2008   | J1   | 18    | 1.    | 19.714    | 5. Runde      | Viertelfinale      | 2. Platz | Viertelfinale | -            |
| 2009   | J1   | 18    | 1.    | 21.617    | Viertelfinale | Viertelfinale      | Sieger   | Achtelfinale  | -            |
| 2010   | J1   | 18    | 4.    | 20.966    | Sieger        | Viertelfinale      | Sieger   | Achtelfinale  | -            |
| 2011   | J1   | 18    | 6.    | 16.156    | 4. Runde      | Sieger             | 2. Platz | Achtelfinale  | -            |
| 2012   | J1   | 18    | 11.   | 15.381    | Halbfinale    | Sieger             | -        | -             | -            |
| 2013   | J1   | 18    | 5.    | 16.419    | 4. Runde      | Viertelfinale      | -        | -             | -            |
| 2014   | J1   | 18    | 3.    | 17.665    | 2. Runde      | Gruppenphase       | -        | -             | -            |
| 2015   | J1   | 18    | 5.    | 16.423    | 3. Runde      | Sieger             | -        | Gruppenphase  | -            |
| 2016   | J1   | 18    | 1.    | 19.103    | Sieger        | Gruppenphase       | -        | -             | 2. Platz     |
| 2017   | J1   | 18    | 2.    | 20.467    | Viertelfinale | Viertelfinale      | Sieger   | Achtelfinale  | -            |
| 2018   | J1   | 18    | 3.    | 20.547    | Halbfinale    | Halbfinale         | -        | Sieger        | 4. Platz     |
| 2019   | J1   | 18    | 3.    | 20.571    | 2. Platz      | Halbfinale         | -        | Viertelfinale | -            |
| 2020   | J1   | 18    | 5.    | 6466      |               | Gruppenphase       | -        | Play-Offs     | -            |
| 2021   | J1   | 20    | 4.    | 7818      | Viertelfinale | Viertelfinale      | -        | -             | -            |
| 2022   | J1   | 18    | 4.    | 16.161    | Halbfinale    | Play-off-Runde     | -        | -             | -            |
| 2023   | J1   | 18    | 5.    | 22.031    | 3. Runde      | Viertelfinale      | -        | -             | -            |
| 2024   | J1   | 20    | 5.    | 23.027    | Viertelfinale | 1. Runde (Runde 3) | -        | -             | -            |
| 2025   | J1   | 20    |       |           |               |                    |          |               |              |

## Auszeichnungen

### Spieler des Jahres
- Jorginho (1996)
- Marquinhos (2008)
- Mitsuo Ogasawara (2009)

### Torschützenkönig des Jahres
- Marquinhos (2008)

### Nachwuchsspieler des Jahres
- Atsushi Yanagisawa (1997)
- Gaku Shibasaki (2012)
- Caio (2014)
- Hiroki Abe (2018)

### Elf des Jahres
- Shunzō Ōno (1993)
- Santos (1993)
- Yasuto Honda (1993)
- Naoki Sōma (1995, 1996, 1997, 1998)
- Jorginho (1996)
- Yutaka Akita (1997, 1998, 2000, 2001)
- Bismarck (1997)
- Atsushi Yanagisawa (1998, 2001)
- Daijirō Takakuwa (2000)
- Mitsuo Ogasawara (2001, 2002, 2003, 2004, 2005, 2009)
- Akira Narahashi (2001)
- Kōji Nakata (2001)
- Hitoshi Sogahata (2002)
- Daiki Iwamasa (2007, 2008, 2009)
- Atsuto Uchida (2008, 2009)
- Marquinhos (2008)
- Yuya Osako (2013)
- Gaku Shibasaki (2014)
- Mu Kanazaki (2015)
- Gen Shōji (2016, 2017)
- Daigo Nishi (2017, 2018)

## Beste Torschützen
| Saison | Name        | Nation    | Tore |
| ------ | ----------- | --------- | ---- |
| 2017   | Mu Kanazaki | Japan     | 12   |
| 2018   | Yūma Suzuki | Japan     | 11   |
| 2019   | Serginho    | Brasilien | 12   |
| 2020   | Everaldo    | Brasilien | 18   |